# Campionato sudamericano maschile under 20 di calcio 2023
Il campionato sudamericano di calcio Under-20 2023 è stata la 30ª edizione della competizione biennale organizzata dalla CONMEBOL e riservata alle Nazionali Under-20. Si è svolta in Colombia dal 19 gennaio al 12 febbraio 2023. La competizione è stata disputata dopo che l'edizione del 2021 assegnata al Venezuela è stata annullata a causa della pandemia di COVID-19. L'Ecuador era la nazionale campione in carica.
Il Brasile ha vinto il trofeo per la dodicesima volta nella sua storia.

## Formato
Il torneo è diviso in due fasi: nella prima le dieci squadre si affrontano in due gironi da 5 squadre con partite di sola andata, al termine delle quali le prime tre classificate accederanno alla fase successiva. Nella seconda fase le sei squadre qualificate si affrontano in un girone di sola andata, al termine del quale si decreta il vincitore.
Le prime quattro classificate si qualificano per il campionato mondiale di calcio Under-20 2023 in Argentina., di cui le prime tre si qualificano anche per i Giochi panamericani 2023 (in aggiunta al Cile già qualificato in quanto Paese organizzatore).

## Partecipanti
Partecipano al torneo le rappresentative delle 10 associazioni nazionali affiliate alla Confederación sudamericana de Fútbol:
| - Argentina - Bolivia - Brasile - Cile - Colombia (paese organizzatore) |  | - Ecuador (campione in carica) - Paraguay - Perù - Uruguay - Venezuela |

## Stadi e città
Gli incontri sono stati disputati in quattro impianti , due a Bogotà e due a Cali.
| Cali                    | Cali                  | Bogotà Cali | Bogotà                 | Bogotà                        |
| ----------------------- | --------------------- | ----------- | ---------------------- | ----------------------------- |
| Stadio Pascual Guerrero | Stadio Deportivo Cali | Bogotà Cali | Stadio Nemesio Camacho | Stadio Metropolitano de Techo |
|                         |                       | Bogotà Cali |                        |                               |
| Capienza: 45 195        | Capienza: 42 000      | Bogotà Cali | Capienza: 36 343       | Capienza: 8 000               |

## Convocazioni
Sono convocabili i giocatori nati tra il 1º gennaio 2003 ed il 31 dicembre 2007. Ogni nazionale può registrare una squadra di 23 giocatori (tre di loro devono essere portieri).

## Arbitri
Sono stati selezionati 11 arbitri, uno per ogni federazione, compreso un arbitro della federazione portoghese. Per la prima volta, una squadra arbitrale UEFA ha partecipato ad un Campionato sudamericano di calcio Under-20, nell'ambito del memorandum d'intesa UEFA-CONMEBOL firmato nel febbraio 2020, che includeva un programma di scambio di arbitri.
L'arbitro portoghese João Pinheiro è stato sostituito dal connazionale António Nobre.
- Nicolás Lamolina
  - Assistente 1: Maximiliano Del Yesso
  - Assistente 2: Facundo Rodríguez
- Ivo Méndez
  - Assistente 1: Ariel Guizada
  - Assistente 2: Carlos Tapia
- Braulio Machado
  - Assistente 1: Fabricio Vilarinho
  - Assistente 2: Rafael Alves
- Cristian Garay
  - Assistente 1: Claudio Urrutia
  - Assistente 2: Alejandro Molina
- Carlos Ortega
  - Assistente 1: John Alexander León
  - Assistente 2: John Gallego
- Guillermo Guerrero
  - Assistente 1: Ricardo Barén
  - Assistente 2: Dennys Guerrero

- Derlis Lopez
  - Assistente 1: Roberto Cañete
  - Assistente 2: Luis Onieva
- Augusto Menéndez
  - Assistente 1: Stephen Atoche
  - Assistente 2: Leonar Soto
- António Nobre
  - Assistente 1: Bruno Alves
  - Assistente 2: Luciano Maia
- Gustavo Tejera
  - Assistente 1: Andrés Nievas
  - Assistente 2: Horacio Ferreiro
- Yender Herrera
  - Assistente 1: Lubin Torrealba
  - Assistente 2: Alberto Ponte

## Sorteggio
Il sorteggio dei gironi ha avuto luogo il 21 dicembre 2022 nella sede della CONMEBOL di Luque in Paraguay. Le dieci squadre sono state divise in due gruppi da cinque. Colombia ed Ecuador, rispettivamente nazione ospitante e campione in carica, sono stati separati nei due gruppi in quanto teste di serie. Le rimanenti otto nazionali sono state separate in quattro urne da due squadre in base ai risultati ottenuti nel Campionato sudamericano di calcio Under-20 2019.
| Teste di serie | Urna 2    | Urna 3    | Urna 4   | Urna 5  |
| -------------- | --------- | --------- | -------- | ------- |
| Colombia       | Argentina | Brasile   | Cile     | Perù    |
| Ecuador        | Uruguay   | Venezuela | Paraguay | Bolivia |

| Gruppo A  | Gruppo B  |
| --------- | --------- |
| Colombia  | Ecuador   |
| Argentina | Uruguay   |
| Brasile   | Venezuela |
| Paraguay  | Cile      |
| Perù      | Bolivia   |

## Prima fase
Se due o più squadre dovessero terminare il girone a pari punti, la classifica finale sarebbe determinata in base a questi criteri:
1. differenza reti nel girone;
2. numero di gol segnati nel girone;
3. scontri diretti;
4. sorteggio.

### Gruppo A

#### Classifica
| Pos. | Squadra   | Pt | G | V | N | P | GF | GS | DR |
| ---- | --------- | -- | - | - | - | - | -- | -- | -- |
| 1.   | Brasile   | 10 | 4 | 3 | 1 | 0 | 9  | 3  | +6 |
| 2.   | Colombia  | 8  | 4 | 2 | 2 | 0 | 5  | 3  | +2 |
| 3.   | Paraguay  | 7  | 4 | 2 | 1 | 1 | 5  | 4  | +1 |
| 4.   | Argentina | 3  | 4 | 1 | 0 | 3 | 3  | 6  | -3 |
| 5.   | Perù      | 0  | 4 | 0 | 0 | 4 | 1  | 7  | -6 |

#### Risultati
| Arbitro: | Guillermo Guerrero |

|  |           |                                        |
|  | Marcatori | 68’, 81’ (rig.) Vitor Roque 51’ Santos |

| Arbitro: | Gustavo Tejera |

|          |           |               |
| Luna 46’ | Marcatori | 6’ (rig.) Wlk |

| Arbitro: | Cristian Garay |

|                           |           |             |
| Flores 32’ Wlk 56’ (rig.) | Marcatori | 34’ Perrone |

| Arbitro: | Yender Herrera |

|                |           |                 |
| D. Vásquez 37’ | Marcatori | 45’, 74’ Cortés |

| Arbitro: | Ivo Méndez |

|                 |           |  |
| D. González 33’ | Marcatori |  |

| Arbitro: | Gustavo Tejera |

|              |           |                                           |
| González 90’ | Marcatori | 8’ Biro 36’ Santos 87’ (rig.) Vitor Roque |

| Arbitro: | Yender Herrera |

|               |           |  |
| Infantino 19’ | Marcatori |  |

| Arbitro: | Cristian Garay |

|            |           |            |
| Santos 44’ | Marcatori | 31’ Puerta |

| Arbitro: | Guillermo Guerrero |

|             |           |  |
| Fuentes 75’ | Marcatori |  |

| Arbitro: | Gustavo Tejera |

|                       |           |             |
| Stênio 30’ Ronald 55’ | Marcatori | 22’ Pereira |

### Gruppo B

#### Classifica
| Pos. | Squadra   | Pt | G | V | N | P | GF | GS | DR |
| ---- | --------- | -- | - | - | - | - | -- | -- | -- |
| 1.   | Uruguay   | 10 | 4 | 3 | 1 | 0 | 11 | 2  | +9 |
| 2.   | Venezuela | 6  | 4 | 2 | 0 | 2 | 2  | 4  | -2 |
| 3.   | Ecuador   | 5  | 4 | 1 | 2 | 1 | 3  | 3  | 0  |
| 4.   | Cile      | 4  | 4 | 1 | 1 | 2 | 2  | 5  | -3 |
| 5.   | Bolivia   | 3  | 4 | 1 | 0 | 3 | 2  | 6  | -4 |

#### Risultati
| Arbitro: | Nicolás Lamolina |

|          |           |  |
| Nava 58’ | Marcatori |  |

| Arbitro: | Carlos Ortega |

|           |           |             |
| Cuero 33’ | Marcatori | 53’ Conelli |

| Arbitro: | António Nobre |

|  |           |          |
|  | Marcatori | 79’ Mina |

| Arbitro: | Braulio Machado |

|  |           |                                    |
|  | Marcatori | 4’ Díaz 7’ L. Rodríguez 39’ García |

| Arbitro: | Augusto Menéndez |

|                                |           |  |
| L. Rodríguez 24’, 65’ Díaz 42’ | Marcatori |  |

| Arbitro: | Nicolás Lamolina |

|            |           |  |
| Assadi 19’ | Marcatori |  |

| Arbitro: | António Nobre |

|                                          |           |                 |
| Álvaro 68’, 80’, 90+6’ Díaz 90+5’ (rig.) | Marcatori | 5’ (rig.) Luján |

| Arbitro: | Braulio Machado |

|                    |           |  |
| Alcócer 15’ (rig.) | Marcatori |  |

| Arbitro: | António Nobre |

|                    |           |  |
| Alcócer 48’ (rig.) | Marcatori |  |

| Arbitro: | Nicolás Lamolina |

|           |           |            |
| Cuero 13’ | Marcatori | 15’ Chagas |

## Girone finale

### Classifica
| Squadra qualificata per il campionato del mondo Under-20 2023 e per i Giochi panamericani 2023 |
| Squadra qualificata per il campionato del mondo Under-20 2023                                  |

| Pos. | Squadra   | Pt | G | V | N | P | GF | GS | DR |
| ---- | --------- | -- | - | - | - | - | -- | -- | -- |
| 1.   | Brasile   | 13 | 5 | 4 | 1 | 0 | 10 | 1  | +9 |
| 2.   | Uruguay   | 12 | 5 | 4 | 0 | 1 | 8  | 4  | +4 |
| 3.   | Colombia  | 10 | 5 | 3 | 1 | 1 | 6  | 2  | +4 |
| 4.   | Ecuador   | 4  | 5 | 1 | 1 | 3 | 5  | 8  | -3 |
| 5.   | Venezuela | 2  | 5 | 0 | 2 | 3 | 4  | 11 | -7 |
| 6.   | Paraguay  | 1  | 5 | 0 | 1 | 4 | 2  | 9  | -7 |

### Risultati
| Arbitro: | António Nobre |

|            |           |                    |
| Flores 50’ | Marcatori | 77’ (rig.) Alcócer |

| Arbitro: | Augusto Menéndez |

|                                 |           |              |
| Vitor Roque 14’, 28’ Santos 81’ | Marcatori | 76’ González |

| Arbitro: | Cristian Garay |

|              |           |  |
| González 78’ | Marcatori |  |

| Arbitro: | António Nobre |

|                                  |           |            |
| Díaz 35’ (rig.) L. Rodríguez 85’ | Marcatori | 13’ Medina |

| Arbitro: | Ivo Méndez |

|                                      |           |  |
| Vitor Roque 49’ Pedro 85’ Santos 90’ | Marcatori |  |

| Arbitro: | Nicolás Lamolina |

|                                   |           |  |
| Cabezas 29’ Cortés 40’ Puerta 88’ | Marcatori |  |

| Arbitro: | Braulio Machado |

|                    |           |                                          |
| Alcócer 34’ (rig.) | Marcatori | 18’ (rig.) Díaz 35’, 78’ Álvaro 44’ Sosa |

| Arbitro: | Guillermo Guerrero |

|  |           |                        |
|  | Marcatori | 10’ Giovane 81’ Ronald |

| Arbitro: | Cristian Garay |

|                    |           |  |
| Córdova 21’ (aut.) | Marcatori |  |

| Arbitro: | Gustavo Tejera |

|                   |           |            |
| C. Zambrano 90+1’ | Marcatori | 3’ Alcócer |

| Arbitro: | António Nobre |

|                  |           |  |
| L. Rodríguez 85’ | Marcatori |  |

| Bogotà 9 febbraio 2023, ore 20:00 UTC-5 | Colombia         | 0 – 0 referto | Brasile | Stadio Nemesio Camacho\| Arbitro: \| Nicolás Lamolina \| |
| Arbitro:                                | Nicolás Lamolina |               |         |                                                          |

| Arbitro: | Nicolás Lamolina |

|                |           |                 |
| Cuero 12’, 73’ | Marcatori | 73’ D. González |

| Arbitro: | António Nobre |

|          |           |                         |
| Cova 64’ | Marcatori | 18’ Manyoma 39’ Cabezas |

| Arbitro: | Cristian Garay |

|                        |           |  |
| Santos 84’ Pedro 90+2’ | Marcatori |  |

## Classifica marcatori
6 gol
- Vitor Roque
- Andrey Santos

5 gol
- Fabricio Díaz
- Álvaro Rodríguez

- Luciano Rodríguez Rosales

- Brayan Alcócer

4 gol
- Justin Cuero

3 gol
- Óscar Manuel Cortés

2 gol
- Ronald Cardoso Falkoski
- Pedro
- Jorge Cabezas Hurtado

- Gustavo Puerta
- Gilberto Flores

- Diego González
- Allan Wlk

1 gol
- Maximiliano González
- Gino Infantino
- Máximo Perrone
- Pablo Luján
- Fernando Nava Ortega
- Guilherme Biro
- Giovane
- Stênio

- Lucas Assadi
- Vicente Conelli
- Juanda Fuentes
- Daniel Luna
- Alexis Manyoma
- Sebastián González
- Yaimar Medina
- Garis Mina

- Cristhoper Zambrano
- Kevin Pereira
- Diether Vásquez
- Rodrigo Chagas
- Damián García
- Facundo González
- Ignacio Sosa
- Alejandro Cova

1 autogol
- Luis Córdova

## Formazione ideale
IL 15 febbraio la CONMEBOL ha annunciato la formazione ideale del torneo.
| Portiere          | Difensori                                               | Centrocampisti                             | Attaccanti                                   |
| ----------------- | ------------------------------------------------------- | ------------------------------------------ | -------------------------------------------- |
| Randall Rodríguez | Édier Ocampo Robert Renan Franco González Patryck Lanza | Fabricio Díaz Gustavo Puerta Andrey Santos | Luciano Rodríguez Vitor Roque Diego González |